# 坝乡
坝乡，是中华人民共和国西藏自治区山南市加查县下辖的一个乡镇级行政单位。

## 行政区划
坝乡下辖以下地区：
坝村、聂村、定贡岗村和秋巴村。